# Совєтсько-Нікольське
Совє́тсько-Ні́кольське (рос. Советско-Никольское) — село в Зав'яловському районі Удмуртії, Росія.
Знаходиться на лівому березі верхньої течії річки Лудзинка, правої притоки річки Іжа, на північний захід від села Підшивалово, обабіч дороги Іжевськ-Ува. В межах села на річці створено ставок.

## Населення
Населення — 160 осіб (2010; 126 в 2002).
Національний склад станом на 2002 рік:
- росіяни — 75 %

## Історія
До революції село входило до складу Сарапульського повіту В'ятської губернії. За даними 10-ї ревізії в 1859 році починок Ніколаєвський мав 33 двори, де проживало 297 осіб, працювали млин та 3 кузні. 1863 року в селі відкрита парафія Вознесенської церкви. В 1920 році село Нікольське входить до складу новоутвореної Вотської АО, стає центром Нікольської сільради. В 1931 році сільрада відходить до Малопургинського району, село отримує сучасну назву (назва була змінена через існування іншого села з такою ж назвою). В 1959 році разом із Сепичевською сільрадою утворюється єдина Підшиваловська сільська рада з центром в селі Підшивалово.

## Економіка
В селі діє ліспромгосп.

## Урбаноніми[7]
- вулиці — Верхня, Зарічна, Лучна, Радгоспна